# Robert Lafont (patron de presse)
Pour le linguiste et écrivain, voir Robert Lafont (occitaniste).
Ne doit pas être confondu avec Robert Laffont.
Robert Lafont, né le 10 janvier 1957 à Tunis (Tunisie), est un patron de presse, fondateur du groupe Lafont-Presse Entreprendre.

## Biographie
Après des études à l'Institut supérieur de gestion à Paris, Robert Lafont se lance dans la presse en éditant un journal étudiant.
En 1983, à 26 ans, après avoir travaillé à L'Après Bac, Robert Lafont crée sa première entreprise en lançant en kiosques Le guide pour entreprendre. Depuis son domicile dans le 12e arrondissement de Paris, il vend par téléphone aux annonceurs tout en écrivant ses premiers articles. Un an plus tard, il lance le magazine Entreprendre. Le premier numéro est un magazine de 48 pages en noir et blanc, imprimé sur du papier journal, avec Bernard Tapie en couverture. Au départ, la parution est bimestrielle, et il emploie cinq salariés.
En 1989, il reprend le quotidien Le Sport auprès du Tribunal de Commerce de Paris pour le relancer comme hebdomadaire. Pour lutter contre le monopole de L'Équipe, il convainc Le Crédit agricole et le journaliste Hervé Duthu de TF1, de l'accompagner dans son plan de relance. Avec 60 000 exemplaires diffusés par semaine, Le Sport est un succès et le titre est revendu aux Éditions Mondiales en 1994.
En 1992, il lance le mensuel Le Foot, puis L'Essentiel de l'auto en 1994[réf. nécessaire].
En 1996, il crée La Une (qui a depuis cessé de paraître), mensuel d'entretiens avec des personnalités politiques de tous bords comme Philippe Séguin, Jean-Edern Hallier, François Hollande, Michel Rocard, etc.[réf. nécessaire]
À partir de 2000, le groupe lance dix titres par an : de Féminin Psycho à Féminin Santé, du Journal du rugby à Franchise & Business en passant par Le magazine des Arts, Santé revue ou encore Footing magazine[réf. nécessaire].
En 2009, Entreprendre Lafont presse reprend le mensuel Stop arnaques à l'animateur télé Julien Courbet. En 2009, il lance le Quotidien du Foot, quotidien national vendu à 15 000 exemplaires qui, par suite de problèmes de distribution, ne dure que six mois[réf. nécessaire].
Le 9 décembre 2013, Entreprendre devient le premier groupe de presse français coté à la bourse d'Alternext Paris[réf. nécessaire].
En 2019, Entreprendre S.A profite du mouvement des Gilets jaunes pour lancer Le journal des Gilets Jaunes en bimestriel. Les éditoriaux de Robert Lafont et les articles mélangent toutes tendances politiques et points de vue[réf. nécessaire].
En février 2023, Robert Lafont crée avec Tom Benoit un magazine de géopolitique Géostratégie magazine, tiré à 30 000 exemplaires. 
Le 26 juin 2025, le tribunal de commerce de Paris prononce la liquidation du groupe Entreprendre. La liquidation concerne tous les magazines : Entreprendre, mais aussi des dizaines d’autres titres comme Crime Magazine ou le Journal de France. Un mandataire judiciaire, qui détenait déjà un mandat ad hoc en raison de l’effondrement financier du groupe, a été nommé pour gérer la liquidation.

## Méthodes

### Recyclage d'informations
En juin 2015, le journaliste François Krug qualifie Robert Lafont dans Le Monde d'« éditeur version copier-coller » aux « magazines vite faits », notamment pour sa tendance à recycler dans ses titres de presse des articles parus auparavant dans d'autres parutions de son groupe et des magazines concurrents.

L'article déclare notamment : 

« Ce Citizen Kane-là ne quitte pourtant jamais son sourire mi-poli, mi-amusé, qu’on prononce les mots censés fâcher, comme “low cost” et “plagiat” ou qu’il présente fièrement ses trouvailles – “Intelligence Magazine, c’est pas mal, comme titre…”. “C’est un personnage insaisissable”, avait averti un ex-collaborateur. “On dirait à la fois Pierre Lazareff et M. Hulot”, s’amuse un ami. “Il a eu un trait de génie, faire de la presse sans journalistes”, admire un autre. “Un gros radin”, réplique un ancien de la maison. “Un serial-copieur”, s’étrangle l’avocat d’un concurrent. “Un flibustier”, tranche un patron de presse. »

— Extrait de l’article du Monde du 12 juin 2015.

### Plagiat de Wikipédia
Robert Lafont est également épinglé pour ses copies de Wikipédia, puisqu'il reproduit des pans entiers d'articles de l'encyclopédie collaborative dans ses publications, sans en indiquer les auteurs (et en en conservant parfois les coquilles).
Robert Lafont a été condamné le 17 février 2022 par la XVe chambre correctionnelle du tribunal judiciaire de Nanterre pour contrefaçon par diffusion ou représentation d'œuvre de l'esprit au mépris des droits de l'auteur, commis du 2 décembre 2012 au 30 juin 2016, assortie d'une peine de 10 000 € d'amende. Sa société Entreprendre écope également de 50 000 € d'amende pour le même motif. Le tribunal a ordonné la publication du dispositif du jugement dans deux magazines, Entreprendre et Science magazine, ainsi que sur le site web du magazine Entreprendre pour une durée d'un mois.

## Publications
- Robert Lafont, Devenir riche, les secrets de ceux qui ont démarré de zéro, Paris, 2006.
- Robert Lafont, Le jour où la France s'éveillera, Paris, 2006.